# Wilhelm Angerer
Wilhelm Angerer (* 6. Juli 1904 in Schwaz, Tirol; † 23. Dezember 1982 ebenda) war ein österreichischer Fotograf, der für seine künstlerischen Landschaftsbilder und Dokumentationen aus dem alpinen Raum bekannt wurde.

## Leben
Wilhelm Angerer wuchs als ältestes von sechs Kindern des Fotografen Georg Angerer und seiner Ehefrau Rosa Angerer (geb. Leitner) auf. Nach Besuch der Handelsschule und Fotografenlehre im elterlichen Betrieb arbeitete er auf Wanderschaft in Betrieben in Meran, Genua und Bad Kissingen. 1927 besuchte er die „Höhere Fachschule für Photographie“ in München und legte später die Meisterprüfung an der Graphische Lehr- und Versuchsanstalt in Wien ab. 1933 eröffnete er den eigenen Fotobetrieb „Foto-Tirol“ in Kitzbühel. 1935 ehelichte er Barbara Kaufmann; das Paar hatte sechs Kinder. Im Zweiten Weltkrieg diente er 1942–45 in Finnland als Divisionsfotograf.

## Werk
Schon in Jugendjahren entstanden ansprechende, ästhetische Aufnahmen von Landschaften. Anregung mag ihm auch das Schaffen seines Onkels Max Angerer (1877–1955), eines bekannten Landschaftsmalers, gegeben haben. Zwei große Reisen in den Mittelmeerraum und nach Spitzbergen gaben Gelegenheit für intensive fotografische Tätigkeit. In den späten 20er Jahren beschäftigte er sich mit Edeldruckverfahren. 1929 Ausstellung von Bromöldrucken in der Kunsthandlung Bernhard, Innsbruck.
Ab etwa 1930 fotografierte Angerer in der Landschaft hauptsächlich im Großformat. So entstanden eindrucksvolle Aufnahmen der Tiroler Landschaft und Bauernhöfe. Besonders gern dokumentierte er mit der Leica Begebenheiten des bäuerlichen und städtischen Lebens. So entstanden zahlreiche Bildberichte, die er zum Teil mit launigen Texten versah.  1936 erhielt er ein Anerkennungsdiplom der Photographischen Gesellschaft in Wien. Seine Motive fanden in Form von Postkarten und Vergrößerungen, die er vielfach mit eigenen Gedichten oder Sprüchen versah, viele Liebhaber. Angerer wird in seinem künstlerischen Schaffen der Neuen Sachlichkeit zugeordnet.
Angerer war vielfältig begabt: Er musizierte, verfasste Gedichte, zeichnete, philosophierte und fertigte viele Holzschnitzereien.
1942 erschien das Buch „Ein Lied rauscht von den Bergen“; 1946 „Die Einheit Tirols“ mit E. Sturmmair; 1949: 1. Preis für „die schönste Winteraufnahme von Tirol“; 1957: Bronzemedaille Focussalon Amsterdam, 1979 erschien der Bildband ‚Fossilien, Zeugen frühen Lebens’; weiters ein kleiner Gedichtband „Vom Einen im Grunde“ und 2 Bändchen mit seinen philosophischen Gedanken.
In späteren Jahren beschäftigte er sich intensiv mit Fossilienkunde. 1980 wurde eine Abteilung mit Fossilien seiner Sammeltätigkeit im Heimatmuseum von Jochberg in Tirol eröffnet.
Seit seinem Tode gab es zahlreiche, zum Teil umfangreiche Ausstellungen seines fotografischen Werks:
- 1986: Centre Pompidou in Paris
- 1986: Bozen, Trient, Innsbruck
- 1999: Rabalderhaus in Schwaz
- 1999: Museum der Stadt Kitzbühel
- 2000 Galleria Fotoforum, Bozen
- 2004: Rabalderhaus, Schwaz
- 2007: Museum für angewandte Kunst, Gera
- 2009: Vorarlberger Landesmuseum, Bregenz

Dauerausstellungen seiner Bilder sind zu sehen im Rabalderhaus in Schwaz, im Museum der Stadt Kitzbühel und in der Albertina in Wien.

## Veröffentlichungen
- W. Angerer: „Ein Lied rauscht von den Bergen“, Gauverlag Innsbruck, 1942.
- W.Angerer und Dr. E. Sturmmair: „Die Einheit Tirols“, Land Tirol, 1946.
- W.Angerer: „Vom Einen im Grunde“, Verlag Schleppegrell.
- W.Angerer: „Fossilien, Zeugen frühen Lebens“, Herausgeber: Gemeinde Jochberg, 1979.